# 1e arrondissement (Lyon)
Het 1e arrondissement in de Franse stad Lyon is een van de negen arrondissementen die de stad rijk is. Het arrondissement beslaat de hellingen van La Croix-Rousse en het noordelijke gedeelte van het Presqu'île. Het arrondissement heeft een oppervlakte van 151 hectare en heeft 28.210 inwoners (2006).
Historisch maakte het gebied waar nu het eerste arrondissement ligt deel uit van Franc-Lyonnais. Sinds 1512 is het ingelijfd bij de stad Lyon. Het eerste arrondissement zelf bestaat sinds 24 maart 1852, toen de eerste vijf arrondissementen zijn ingericht.

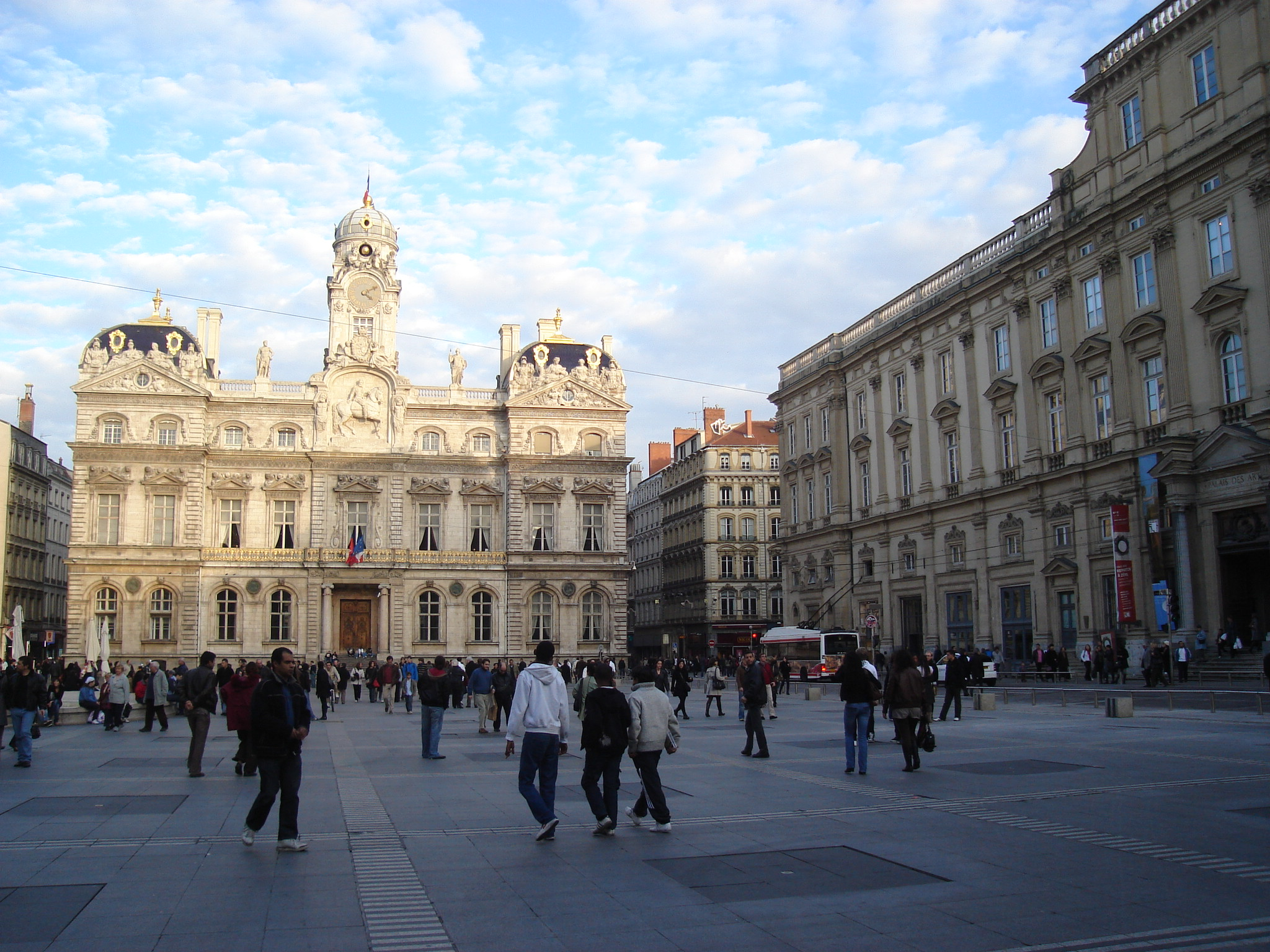
Place des Terreaux

In de wijk woont een zeer internationaal gemengde bevolking met een groot aandeel immigranten. In de laatste decennia begint het echter een 'hippere' wijk te worden, met beter verdienende bewoners en kunstgalerieën. Op de lagere gedeeltes van de hellingen van La Croix-Rousse bevindt zich een van de centra van het Lyonese nachtleven, met name nabij het Place des Terreaux. Rondom het Operagebouw heeft de homogemeenschap van de stad zich genesteld, waar er meerdere uitgaansgelegenheden zijn die zich op deze gemeenschap richten.